# فرودگاه محلی طائف
فرودگاه محلی طائف (به انگلیسی: Ta’if Regional Airport) یک فرودگاه نظامی و همگانی با کد یاتا TIF است که یک باند فرود آسفالت دارد و طول باند آن ۳۷۳۵ متر است. این فرودگاه در شهر طائف کشور عربستان سعودی قرار دارد و در ارتفاع ۱۴۷۸ متری از سطح دریا واقع شده است.